# 海原はるか・かなた
海原はるか・かなた（うなばらはるか・かなた）は、松竹芸能所属の漫才コンビ。師匠は海原お浜・小浜。1970年結成。
結成30年目に偶然はるかのハゲが発覚し、かなたがはるかの髪に息を吹きかけ、見事に地肌を露出させる芸でブレイクし、今に至る。(詳細後述)

## メンバー
海原 はるか（うなばら はるか　1948年5月6日（77歳） - ）
熊本県熊本市出身
本名：和泉 秀一。
血液型はA型。
熊本県立済々黌高等学校卒業。
立ち位置は向かって右。基本的にツッコミ担当。
海原 かなた（うなばら かなた　1947年11月12日（77歳） - ）
奈良県天理市出身
本名：西尾 伊三男。
血液型はO型。
立ち位置は向かって左。基本的にボケ担当。

## デビュー
1968年 （昭和43年）ともに役者志望で来阪し、松竹新喜劇俳優の曽我廼家明蝶の開設の俳優養成所「明蝶芸術学院」の役者科に4期生として入る。
1970年はるかは先輩から「まじめに漫才やっていたらいずれ芝居の仕事も来る」と言われ、卒業後、漫才の道に。海原お浜・小浜の門下となり同じ一門の兄弟弟子と組む予定であったが頓挫。
かなたは歌手志望で上京したこともあったが芸能界を離れトラックの運転手をしていたが、数ヵ月後はるかに手紙で誘われ同じく海原お浜・小浜の門下になる。同年8月11日に大阪梅田のトップホットシアターで初舞台。同じトップホットで初舞台を踏んだ横中バック・ケース（横中バックは後の西川のりお）は3ヶ月後輩になる。

## 略歴と芸風
- 若い頃（1970年代初頭）は、中田カウス・ボタンを筆頭とする『アイドル漫才師』のはしりの内の一組であり、若者の風俗とスピード感溢れるしゃべくりを駆使し、次代の上方漫才を牽引するコンビと目されながら数々の賞レースでは次席という、苦渋を舐め続けてしまう。その後、芸風が壮年になるにつれ、とちりの多さ、テンポや滑舌の悪さが目立ち出し、中堅扱いのままくすぶり続けた。なお、若手時代はケーエープロダクションに所属しており、きょうだい弟子に海原千里・万里[2] がいた。のちに松竹芸能に移籍。

### 結成30年目で手に入れた代名詞
- 2000年（平成12年）頃、楽屋でのやりとりではるかが実はハゲだった事が発覚。そしてその日の舞台で、ネタの最中に、かなたがアドリブではるかの髪に息を吹きかけたところ、髪の毛が舞い上がり、見事に頭皮が丸見えになった。ハゲであることを全く知らない観客はもとより相方かなたまで爆笑してしまった[3]。しかしこれがきっかけで人気は急上昇、世間的な知名度も上がっていった。
 はるかの1・9分けとも言える髪の毛（片側の生え際の髪を長く伸ばしてハゲの部分を覆っている）に向かって、かなたが「フッ」と息を吹きかけると見事に髪がめくれて地肌が露出し、はるかが連獅子のごとく首を回すように振るとそれが元に戻る、という一連の流れを特徴とする。この髪の毛を飛ばす吹き方は高度な熟練技であるらしく、上手くピンポイントで吹きかけないと髪の毛が飛ばない。かなたは「初めての人がこれをやると上手くいったためしがない。でも私はこれを長年の経験から勘でやっている」という。加えて、はるかの残っている髪の毛に軽くパーマを当てるなど、細かい下準備にも抜かりがない。ボルトボルズの空気砲で「フッ」を成功させたこともある。2020年11月、海原かなた、海原はるかともに新型コロナウィルスに罹患し入院。両名とも無事退院したが[4]、コロナ禍で直接息を吹くことが禁じ手になり、扇子で代用することもあった[5]。2022年6月、はるかは自分のネタについて、「売れるためにはやめないこと、必死でやること。必死でやっていたら何かが見つかる」と話し、薄毛ネタもそうした中でできたと説明している[6]。
- かなたが鞭代わりのスリッパで馬役のはるかを叩きまくる競馬ネタや、はるかが自慢の喉を披露する歌謡ネタなども持ち芸。
- 『よゐこのヤングタウン』で、有野晋哉が浪花座で見たメチャクチャおもろい芸人として紹介し、仲間内にも宣伝して回ったところ、めちゃイケ総監督の片岡飛鳥も同調し、同番組の笑わず嫌い王決定戦に起用された結果、全国区になった。よゐこのお陰で売れたことに恩義を感じ、それ以来はるかかなたの2人は、息子のような歳のよゐこの2人を師匠と呼ぶが、これはあくまでも演出上（ネタ）でのことである。
- 両者ともに元々役者志望だったため現在でも度々Vシネマや映画にも出演している。かなたは日活等の古い映画の知識が豊富。
- 2006年大晦日の『ダウンタウンのガキの使いやあらへんで!!・絶対に笑ってはいけない警察24時』では、はるかのみがヘリで登場。罰を受ける3人から笑いを取った。これに先がけて撮影された松本人志初監督作品「大日本人」にも、序盤の重要な役どころで出演した。
- 2010年10月24日 芸能生活40周年記念「海原はるか・かなたのピンポンダッシュ!」を大丸心斎橋劇場で開催した。
- はるかは、俳優の田山涼成に似ている（ただし、はるかの方が3歳年長）と言われる事が多く、2011年6月23日放送の『ぐるぐるナインティナイン』（日本テレビ）のコーナーの『グルメチキンレース・ゴチになります!』にレギュラーである田山の代理として出演した[7]。
- 2015年9月に開催のイベント「大阪ラフフェス! in 中之島 6 DAYS LIVE」で上演された吉本新喜劇に客演。松竹芸能所属の芸人がライバル関係の吉本興業の新喜劇にフルで出演するのは、これが初めてとなる[8]。（2015年 笑福亭鶴瓶が短時間、なんばグランド花月の新喜劇の舞台に立った。）
- 海原しおりの逝去後は、海原小浜・お浜門下で、唯一コンビ活動を継続している漫才師となった。
- 1960年代前半に東京で「大空はるか・かなた」という漫才コンビが活動しており、「はるか・かなた」の芸名で見た場合、海原はるか・かなたは二代目に当る。因みに、大空はるかは後の青空はるお、大空かなたは後のケーシー高峰である。これに際して、二人はケーシーに「師匠、名前もらいました」と伝えたという[9]。
- 2016年4月に発生した熊本地震では、はるかはテレビの仕事で故郷熊本市に帰っていて実家で被災。その後テレビ出演もキャンセルとなり急遽大阪市に戻った。産経新聞の取材に「さすがに2回目（本震）は、怖くて眠れませんでした」と地震の恐怖を語っている[10]。
- かなたはギャル曽根並みの大食いで朝食バイキングを時間いっぱい三時間食べまくる。
- 出囃子が必要な時はTOKIOの「宙船」を使う。
- はるかは、昔のマネージャーに『社員に名前を覚えてもらえるように毎日会社に行きなさい』と言われたことを守り、大御所となった現在も毎日のように事務所に赴き、コピーなどを行っている[11]。
- 2023年1月7日に行われた松竹芸能が主催するライブ『松竹芸能大新年会～年一あるかないかのメンバー勢ぞろいネタライブ～』におけるトーク企画では、はるかが75歳になる今年、ヌード写真集を出すと発言。 70歳よりもいい体を作って撮ろうとトレーニングに励んでいる[12]。

## 受賞
- 2000年 上方漫才大賞奨励賞

## 主な出演
- くまパワＪ（熊本朝日放送）

### CM
- ケンミンの焼ビーフン
- 中古車買取ユーポス（2000年 - 2001年）[13]
- キンキホーム
- アサヒビール生一丁
- 三代目おけいはんシリーズ （京阪電車　2006年〜2009年 かなたのみ - 校長先生役）

### 映画
- 大日本人（2007年、松竹） - はるかのみ
- インスタント沼（2008年、角川映画、アンプラグドフィルム） - はるかのみ
- 釣りバカ日誌19 ようこそ!鈴木建設御一行様（2008年10月25日、松竹） - 胃カメラの男 はるかのみ
- 釣りバカ日誌20 ファイナル（2009年12月26日、松竹） - 死に装束の男（三途の川の亡者） はるかのみ
- ニワトリ★スター（2018年3月17日、マジックアワー） - 喜楽の客 役
- はたらく細胞（2024年12月13日、ワーナー・ブラザース映画） - 老いた赤血球 役 はるかのみ[14]

### テレビドラマ
- 水戸黄門 第30部 第16話「浪花の恋の夢芝居 -大坂-」（2002年4月19日）- 源兵衛 役（かなた）
- トミカヒーロー レスキューフォース（2008年12月27日、月27日、テレビ東京）- 博士 役（はるか）、助手 役（かなた）
- 新春ワイド時代劇 大江戸捜査網2015〜隠密同心、悪を斬る!（2015年1月2日、テレビ東京）(かなた)
- 連続テレビ小説（NHK総合）
  - あすか （2000年） - 扇屋一心堂の菓子折持参で謝罪する男達 役（はるか・かなた）
  - マッサン 第13回（2014年10月13日） - 家主 役（かなた）
  - マッサン 第129回（2015年3月4日) - 写真屋 役（はるか）
  - あさが来た 第26回（2015年10月27日）- 長屋の主人 役（かなた）
  - あさが来た 第90回（2016年1月16日）- 写真屋の主人 役（はるか）
  - べっぴんさん 第26・30回・スペシャルドラマ「恋する百貨店」（2016年11月1日・5日・2017年4月29日） - 医師（院長） 役（かなた）
  - べっぴんさん 第64回・スペシャルドラマ「恋する百貨店」（2016年12月15日・2017年4月29日) - 警備員 役（はるか）
  - わろてんか 第13回(2017年10月16日) - 八卦見 役(はるか、かなた)
  - まんぷく 第18回（2018年10月20日） - 写真屋 役（はるか）
  - おちょやん 第10話 (2020年12月11日) - 知らないおっさん 役 (はるか) [15]
- 石川五右衛門 第2話（2016年10月21日、テレビ東京） - 居酒屋の店主 役[16]
- トクサツガガガ 最終話（2019年3月1日、NHK総合）- ビデオ店 店主 役（はるか）
- バニラな毎日 第4話、第22話（2025年1月23日、2月25日、NHK総合）- 大家 役（はるか）

### 舞台
- 松竹創業130周年記念「大阪は踊る!」（2025年10月4日 - 12日、大阪松竹座） - 柳田浩介 役（はるか）[17][18]

### ラジオ
- 上方演芸会（NHKラジオ第１）
  - 2020年12月12日「あぁ、なつかしの駅弁売り」
  - 2021年10月23日「僕の信用を取り戻せ！」
  - 2023年12月16日「未来の食事情」
- 歌うサテスタ ヤぁ ヤぁ ヤぁ!（ラジオ関西）